# Saint-Loup-de-Varennes
Saint-Loup-de-Varennes település Franciaországban, Saône-et-Loire megyében. Lakosainak száma 1249 fő (2022. január 1.). Saint-Loup-de-Varennes Lux, La Charmée, Épervans, Sevrey és Varennes-le-Grand községekkel határos.

## Népesség
A település népessége az elmúlt években az alábbi módon változott:
| Lakosok száma | 1125 | 1150 | 1184 | 1161 | 1179 | 1199 | 1207 | 1226 | 1249 |
|               | 2013 | 2015 | 2016 | 2017 | 2018 | 2019 | 2020 | 2021 | 2022 |